# 日本裔加拿大人
日裔加拿大人，是加拿大的少數族裔之一，泛指擁有日本人血統的加拿大人，以及移民往、或於加拿大出生的日本人。根據加拿大統計局於2001年的統計數字，加拿大的人口當中有98,900人為日裔，包括42,430名混血兒 （页面存档备份，存于）。他們多集中於溫哥華等加拿大西岸地區，其他主要城市如多倫多等，也有為數不少的日裔。

## 歷史
1877年，日本人永野萬藏抵達加拿大，定居於卑斯省維多利亞市，成為加拿大第一名日本移民。其後的第一代日本移民於1877年到1928年間抵達溫哥華島及菲沙谷，他們多來自九州及本州的漁村。及至1967年，又有不少日本人移居加拿大，他們多曾接受高等教育，及於城市居住。
在1940年代後期以前，加拿大的日裔並沒有投票權，包括第一代移民及第二代日裔。
第三代日裔大多於1950年代到1960年代間出生，他們對日語的認知已經很少。他們當中有超過75%均與非日裔通婚。
第四代日裔有不少均擁有其他族裔血統，根據加拿大統計局於2001年作出的人口普查統計數字，當地日裔是最會與不同族裔通婚的少數族裔。
在首名日本移民永野萬藏抵加100週年，即1977年，政府把卑斯省的一座山以永野的名字命名。

### 二戰針對日裔的拘留
大日本帝國於1941年偷襲珍珠港後發動太平洋戰爭，日本對同盟國包括加拿大宣戰，加拿大聯邦政府出於安全理由，於1942年始對於日裔進行拘留，有20,881人被關押於集中營及其他地方，當中有75%被關押日裔為加拿大公民。美國方面也作出針對當地日裔的類似措施。
二戰結束後，原於卑斯省居住的日裔，他們的物業及財產被沒收，政府要求他們移居洛磯山脈以東地區，或是回日本去。
及至1970年代後期到1980年代，有關二戰扣留日裔的文件陸續公開，政府亦就賠償方面尋求共識。根據1986年的調查數字，日裔於二戰期間因遭扣押而導致的損失為4.43億加元。賠償方面，有63%支持政府方案，45%較希望獲得個人賠償。1988年9月22日，總理馬爾羅尼向每名受害者發放21,000加元賠償金，至1993年大致完成，有18,000名生還者獲得賠償。

## 知名人士
- 丹妮絲·藤原（Denise Fujiwara）－舞蹈家
- 保罗·狩谷（Paul Kariya）－冰上曲棍球手(NHL Player)
- 雷恩·寇伯 (Ron Korb) －作曲家、長笛家、葛萊美獎入圍者
- 雷蒙·森山（Raymond Moriyama）－建築師
- 比華利·小田（Beverly Oda）－國會議員
- 凱莉·阪本（Kerri Sakamoto）－小說家
- 大衛·鈴木（David Suzuki)－生物學家、環保人士、電視節目主持
- 大衛·坪內（David Tsubouchi）－前內閣大臣
- 亞瑟·若林（Arthur Wakabayashi）－里賈納大學校監
- 布萊恩·安井（Brian Yasui）－新聞主播
- 克莉絲汀·吉川（Christine Yoshikawa）－鋼琴家

## 請參閱
- 日裔美國人
- 韩裔加拿大人
- 加拿大華人
- 菲律賓裔加拿大人

## 外部連結
- 加拿大全國日裔協會 （页面存档备份，存于）

1. ↑  不包括香港人和台灣人
2. ↑  不包括香港人和台灣人